# Got to Get You Into My Life
A Got to Get You Into My Life a The Beatles dala az 1966-os Revolver albumról. Paul McCartney írta, és Lennon–McCartney szerzemény. 
A dalt McCartney a Motown lemezkiadó művészeinek soul-jazz hangnemében írta. Az eredeti elképzelése szerint az együttessel kimentek volna az Egyesült Államokba és ott veszik fel az egész lemezt vagy csak pár dalt, de az amerikai lemezkiadók horror összegeket kértek volna. Ezért inkább Londonban maradtak.
A dal zenei motívumainak rögzítésére 1966. április 7-én és 8-án került sor. A dal első felvételel még teljesen eltért a végleges változattól: az eredeti elképzelés valami pszeudo-indiai, egyakkordos elképzelés volt (hasonlóan a Tomorrow Never Knows dalhoz). Valamint az instrumentális részeknél lettek volna Paul, John és George háttérvokálja. 1966. április 11-én, május 18-án és június 17-én került rögzítésre a hangszeres kíséretre. Ekkor került sor George Martin orgonaszólamainak rögzítésére. Ez volt viszont az első Beatles zene, ahol már fúvósokat is alkalmaztak. A szerző elhívta a Blue Flames két tagját, Eddie Thorton-t és Peter Coe-t, a többiek mind szabadúszó művészek voltak.
Egy évtizeddel később, 1976. május 31-én a Capitol kiadó kislemezen is kiadta a dalt (B-oldalán egy másik McCartney szerzemény, a Helter Skelter szerepelt). A szerző előadta a Wings együttes 1979-es turnéján is, valamint az 1989-1990-es világkörüli turnéján.

## Közreműködött
Ian MacDonald állítása szerint:

### The Beatles
- Paul McCartney – duplázott ének, basszusgitár
- John Lennon – ritmusgitár
- George Harrison – szólógitár
- Ringo Starr – dob, csörgődob

### További közreműködő
- George Martin – orgona
- Eddie Thorton, Ian Hamer, Les Condon – trombita
- Alan Branscombe, Peter Coe – tenorszaxofon

## Fordítás
Ez a szócikk részben vagy egészben  a   Got to Get You Into My Life című angol Wikipédia-szócikk fordításán alapul.  Az eredeti cikk szerkesztőit annak laptörténete sorolja fel. Ez a jelzés csupán a megfogalmazás eredetét és a szerzői jogokat jelzi, nem szolgál a cikkben szereplő információk forrásmegjelöléseként.

## Jegyzet
1. ↑  Got To Get You Into My Life (brit angol nyelven). The Beatles Bible, 2008. március 15. (Hozzáférés: 2025. február 2.)
2. ↑  Bánosi György, Tihanyi Ernő. Beatles zenei kalauz, 35. o. (1999)
3. ↑  Ian MacDonald. A fejek forradalma. Helikon Kiadó, 249. o. (2015)
4. ↑  Marsi József. Beatles zenei kalauz, 77. o. (2015)
5. ↑  Ian MacDonald. A fejek forradalma, 248. o. (2015)